# Zmorsznik olbrzymi
Zmorsznik olbrzymi (Macroleptura thoracica syn. Leptura thoracica) – gatunek chrząszcza z rodziny kózkowatych i podrodziny zmorsznikowych.

## Taksonomia
Gatunek ten opisany został w 1799 roku przez Christiana Creutzera jako Leptura thoracica. Później umieszczany m.in. w rodzajach Strangalia i Megaleptura. W 1957 roku Nakane i Ohbayashi utworzyli rodzaj Macroleptura, w którym gatunek ten jest obecnie klasyfikowany. Niektórzy autorzy nadają Macroleptura rangę podrodzaju i wówczas nazwa tego zmorsznika brzmi Leptura (Macroleptura) thoracica.

## Opis
Dorosłe chrząszcze osiągają od 18 do 31 mm długości ciała. Przedplecze jest długością zbliżone do szerokości u nasady, zwykle ubarwione czerwono. Pokrywy są jednolicie ubarwione, czarne lub czerwone.

## Biologia i ekologia
Zmorszniki olbrzymie preferują stare lasy liściaste. Tylko na Dalekim Wschodzie wydają się chętnie zasiedlać drewno iglaste. Larwy przechodzą rozwój w wilgotnym drewnie o znacznym stopniu rozkładu. Jako rośliny żywicielskie notuje się: topole, brzozy, lipy, wierzby, wiązy, buka zwyczajnego i karbowanego, Kalopanax pictum, olchy, klony, dęby, orzechy, lilaki, czeremchy, jodłę japońską, jodłę sachalińskią, Larix koreana, limbę, sosnę czarną i nadmorską. Samica składa około 100 jaj w szczeliny i pęknięcia martwych, stojących lub powalonych pni. Rozwój larw trwa 2-3 lata. Imagines wychodzą od czerwca do sierpnia, odżywiają się sokiem z drzew i pyłkiem kwiatowym i żyją  około miesiąca. W warunkach laboratoryjnych niepobierające pokarmu owady dorosłe żyją od 2 do 34 dni, średnio kilkanaście.

## Rozprzestrzenienie
Owad palearktyczny, rozprzestrzeniony od Europy Wschodniej przez Syberię i północną Mongolię, po Iran, Chiny, południowy Tybet, Koreę, Wyspy Kurylskie, Sachalin i Japonię. W Europie notowany z Finlandii, Estonii, Łotwy, Litwy, Polski, Białorusi, Ukrainy, Rosji, Słowacji, byłej Jugosławii, Rumunii i Chorwacji.
W Polsce gatunek rzadki, objęty częściową ochroną gatunkową, notowany głównie z nielicznych stanowisk w Puszczy Białowieskiej. W 1907 pojedynczy osobnik został odłowiony w Sudetach. W 1993 roku osobnika tego gatunku złowiono w południowo-zachodniej Puszczy Boreckiej. W 2003 pojedynczy osobnik znaleziony został w okolicach Barwinka w Beskidzie Niskim, a w 2005 jednego osobnika napotkano w Puszczy Augustowskiej.

## Zagrożenia i ochrona
W Polsce gatunek ten objęty był od 2001 do 2014 roku ścisłą ochroną gatunkową. Od 8 października 2014 roku objęty jest częściową ochroną gatunkową. Gatunek ten preferuje stare lasy, zwłaszcza pierwotne, o dużej ilości obumarłego, wilgotnego drewna. Głównym zagrożeniem dla tego chrząszcza jest wywożenie martwego drewna z lasów. Intensywna gospodarka leśna całkowicie eliminuje ten gatunek z drzewostanów.